# Kibuye (vattendrag i Burundi, Rutana)
Kibuye är ett vattendrag i Burundi.   Det ligger i provinsen Rutana, i den centrala delen av landet, 110 kilometer öster om huvudstaden Bujumbura.
Omgivningarna runt Kibuye är en mosaik av jordbruksmark och naturlig växtlighet. Runt Kibuye är det ganska tätbefolkat, med 75 invånare per kvadratkilometer.